# Liste der Kardinaldiakone von Santi Cosma e Damiano
Die Diakonie Santi Cosma e Damiano (lat. Diaconia Sanctorum Cosmae et Damiano) wurde um 600 durch Papst Gregor den Großen und endgültig im Jahr 780 durch Papst Hadrian I. errichtet. Bis 1073 sind aber keine Kardinaldiakone namentlich bekannt. Seit 1073 waren folgende Kardinäle Kardinaldiakone von Santi Cosma e Damiano:
- Arduino (ca. 1073–ca. 1099)
- Gionata, seniore (1099–ca. 1106)
- Pietro Pierleoni OSB (1106–1120)
- Gionata jr. (1120–ca. 1130)
- Guido da Vico (1130–1150)
- Rolando Bandinelli (1150–1151), später Papst Alexander III.
- Bernard (1151–1153)
- Boso Breakspeare OSB (1155–1165)
- Bonifazio (1165–ca. 1170)
- Riso (1170–1176)
- Gandolfo OSB (1176–1178)
- Graziano (1178–1203)
- Giovanni (1205–1216)
- Gil Torres (1216–1254)
- Giordano Pironti (1262–1269)
- Benedetto Caetani iuniore (1295–1296)
- Guillaume Arrufat des Forges (1305–1306)
- Luca de’ Fieschi (1306–1334)
- Vakanz 1334–1402
- Leonardo Cibo (1402–1404)
- Jean Gilles (1405–1408)
- Pietro Stefaneschi (1409–1410)
- Ardicino della Porta (der Ältere) (1426–1434)
- Pierre de Foix (1477–1485)
- Alessandro Farnese (1493–1513), späper Papst Paul III.
- Innocenzo Cibo (1513–1517)
- Giovanni Salviati (1517–1543)
- Giacomo Savelli (1543–1552)
- Girolamo Simoncelli (1554–1588)
- Federico Borromeo (Januar–März 1589)
- Guido Pepoli (1590–1592)
- Flaminio Piatti (1592–1593)
- Vakanz 1593–1623
- Agustín Spínola Basadone (1623–1631)
- Alessandro Cesarini (1632–1637)
- Benedetto Odescalchi (1645–1659), sel. Papst Innozenz XI. (s. 1676)
- Odoardo Vecchiarelli (1660–1667)
- Leopoldo de’ Medici (1668–1670)
- Nicolò Acciaioli (1670–1689)
- Fulvio Astalli (1689–1710)
- Bartolomeo Ruspoli (1730–1741)
- Mario Bolognetti (1743–?)
- Carlo Vittorio Amedeo delle Lanze (1747–1747)
- Luigi Maria Torreggiani (1753–1754)
- Girolamo Colonna di Sciarra (1756–1760)
- Cornelio Caprara (1762–1765)
- Benedetto Veterani (1766–1776)
- Antonio Maria Doria Pamphilj (1785–1789)
- Ludovico Flangini Giovanelli (1789–1794)
- Giovanni Caccia-Piatti (1816–1833)
- Pietro De Silvestri (1858–1861)
- Tommaso Maria Zigliara OP (1879–1891)
- Raffaele Pierotti OP (1896–1905)
- Ottavio Cagiano de Azevedo (1905–1915)
- Andreas Franz Frühwirth OP (1915–1927)
- Vincenzo Lapuma (1935–1943)
- Crisanto Luque Sánchez (1953–1959)
- Francesco Morano (1959–1968)
- Johannes Gerardus Maria Willebrands (1969–1975)
- Eduardo Francisco Pironio (1976–1995)
- Giovanni Cheli (1998–2013)
- Beniamino Stella (2014–2020)
- Mario Grech (seit 2020)